# Serge Meyer (Triathlet)
Serge Meyer (* 1973 in Bern) ist ein ehemaliger Schweizer Triathlet.

## Werdegang
Beim Ironman Hawaii überraschte der Berner 2005 mit dem 30. Rang; er gewann damit gleichzeitig die Alterskategorie M30-34.
Im Oktober 2006 konnte er diesen Erfolg nochmals wiederholen.
2008 wurde er Zweiter beim Ironman Wisconsin.

## Sportliche Erfolge
| Datum/Jahr    | Rang | Wettbewerb                                                    | Austragungsort     | Zeit     | Bemerkung                                                                    |
| ------------- | ---- | ------------------------------------------------------------- | ------------------ | -------- | ---------------------------------------------------------------------------- |
| 10. Okt. 2009 |      | Ironman Hawaii                                                | Hawaii             | 09:16:45 |                                                                              |
| 7. Sep. 2008  | 2    | Ironman Wisconsin                                             |                    | 08:55:50 | Hinter dem Amerikaner Chris McDonald erreichte Serge Meyer den zweiten Rang. |
| 13. Apr. 2008 | 9    | Ironman Arizona                                               |                    | 09:01:39 |                                                                              |
| 26. Aug. 2007 | 7    | Ironman Canada                                                | Kanada             | 08:56:57 |                                                                              |
| Juni 2007     | 9    | Ironman 70.3 Switzerland                                      | Zürich             |          |                                                                              |
| 21. Okt. 2006 | 40   | Ironman Hawaii                                                | Hawaii             | 08:57:10 | Triathlon-Altersklassen-Weltmeister bei den 30- bis 34-Jährigen              |
| 2006          | 8    | Internationale Deutsche Triathlon-Meisterschaft Mitteldistanz | Kulmbach           | 04:23:04 | 2,2 km Schwimmen, 90 km Radfahren und 21,1 km Laufen                         |
| Okt. 2005     | 30   | Ironman Hawaii                                                | Hawaii             | 08:51:18 | Triathlon-Altersklassen-Weltmeister bei den 30- bis 34-Jährigen              |
| 6. Nov. 2004  | 12   | Ironman Florida                                               | Vereinigte Staaten | 09:02:55 |                                                                              |
| 23. Aug. 2001 |      | Ironman Germany                                               | Deutschland        | 09:37:32 |                                                                              |